# Lijst van burgemeesters van Westerwolde
Dit is een lijst van burgemeesters van de Nederlandse gemeente Westerwolde in de provincie Groningen.
| Ambtsperiode                                                   | Naam burgemeester | Partij of stroming | Bijzonderheden                                    |
| -------------------------------------------------------------- | ----------------- | ------------------ | ------------------------------------------------- |
| 1 januari 2018 - 18 december 2018, 4 maart 2024 - 30 juni 2024 | Leendert Klaassen | CDA                | waarnemend                                        |
| 19 december 2018 - heden                                       | Jaap Velema       | D66                | eerste kroonbenoemde burgemeester van Westerwolde |